# Бартоломео д’Альвиано
Бартоломео д’Альвиано (итал. Bartolomeo d'Alviano; 1455, Альвиано — 7 октября 1515, Геди) — итальянский кондотьер, прекрасно проявивший себя, в частности, в войне со Священной Римской Империей, сражаясь на стороне Венецианской республики.

## Биография
Сын Франческо д’Альвиано и Изабеллы д’Атти, Бартоломео начал сражаться ещё в очень раннем возрасте в средней Италии на стороне Папы Римского.
В 1496 году перешёл на службу династии Орсини и воевал теперь уже против папы Александра VI.
В 1503 году поступил на службу испанскому королю Фердинанду II и, под руководством генерала Гонсало Фернандеса де Кордовы успешно воевал против французов. 29 декабря того же года прекрасно проявил себя в битве при реке Гарильяно, ключевом сражении Второй итальянской войны, давшей Испании господство над всей южной Италией.
В 1507 году вместе с Никколо Орсини перешёл на службу Венецианской республики. Уже в следующем году в битве при Валле-ди-Кадоре он разбил имперские войска и взял под контроль Горицию и Триест. Тогда же д’Альвиано захватил город Порденоне и стал его единоличным правителем.
В 1509 году кондотьеру доверили возведение новых городских стен Падуи. В этом же году Бартоломео потерпел сокрушительное поражение в битве при Аньяделло и был тяжело ранен. Позже д’Альвиано обвинили в том, что он якобы не подчинился приказу князя Орсини и, присвоив себе полномочия главнокомандующего, атаковал врага по собственной инициативе. Пленённый французами, д’Альвиано до 1513 года пребывал в тюрьме. Однако затем, после того, как французы и венецианцы стали союзниками, был освобождён, и под началом французского главнокомандующего Луи де ла Тремуйля воевал против Миланского герцогства. Под Виченцой д’Альвиано снова был разбит испанским наместником Неаполя Рамоном де Кардона.
Позднее кондотьеру удалось одержать ряд побед, после которых д’Альвиано ушёл в отставку. Порденоне — город, наместником которого он являлся, снова перешёл на сторону Габсбургов. Однако в сентябре 1515 года д’Альвиано блестяще проявил себя в битве при Мариньяно, сражаясь на стороне французов. Имея под своим командованием всего 300 рыцарей, он успешно атаковал большой отряд швейцарских наёмников, и последним пришлось отступить. Позже кондотьер планировал захватить Бергамо, но умер в октябре 1515 году во время осады Брешиа.
Похоронен в церкви Санто-Стефано в Венеции.